# Brata Wright
Brata Orville (* 19. avgust 1871, Dayton, Ohio, ZDA, † 30. januar 1948, Oakwood, Ohio, ZDA) in Wilbur Wright (* 16. april 1867, Millville, Indiana, ZDA, † 30. maj 1912, Dayton, Ohio, ZDA), ameriška pionirja letalstva.
Bratoma Wright pripisujemo zasnovo in izdelavo prvega uporabnega letala, prvi nadzorovan polet z motorno napravo, težjo od zraka, ter doseg številnih drugih mejnikov v letalstvu. Te dosežke pa si že od začetka in vse do danes lastijo tudi nekatere druge osebe drugih narodnosti.

## Začetki
Brata sta odraščala v Daytonu v ameriški zvezni državi Ohio. Tu sta leta 1892 odprla popravljalnico in tovarno koles. Po preučevanju del Otta Lilienthala, sira Georgea Cayleyja in drugih pionirjev jadralnega letenja sta leta 1899 začela z lastnimi poskusi izdelovanja letal. Tehniko vzletanja sta izpopolnila s poudarjanjem upravljanja letala namesto povečevanja moči. Postavila sta temelje krmiljenja letala in razvila triosni sistem upravljanja, ki je v uporabi še danes. V vetrovniku sta preučevala profile kril. Njune izkušnje, pridobljene pri delu s kolesi, so bile ključnega pomena pri gradnji motornega letala. Med raziskovanjem sta vselej delovala skupno in njuno delo je neločljivo povezano.
Sprva sta gradila jadralna letala. Poudarjenje krmiljenja namesto preprostega dviga in pogona, ki vzdržuje let, je za njuno delo zelo značilno. Letala so imela zamotan način krmiljenja, ki je deloval na osnovi zvijanja kril.
Leta 1900 sta odšla v Kitty Hawk v Severni Karolini, natančneje na peščino Kill Devil Hill, kjer sta nadaljevala z delom. Kraj sta izbrala po meteorologovem nasvetu, saj je zanj značilen močan in trajen veter, obenem pa je bil mirni kraj odmaknjen od prežečih oči tekmecev, ki so se prav tako trudili izdelati uspešno letalo. Do leta 1902 sta na peščini letela z jadralnimi letali. Vsako leto sta zgradila novega. Z zadnjim, pri katerem sta v praksi uporabila več novih izboljšav, sta opravila več kot 1000 poletov. 23. marca 1903 sta patentirala (patent ZDA 821,393) tehniko bočnega krmiljenja in obračanja z zvijanjem kril. Tedaj sta bila verjetno najbolj izkušena jadralna pilota na svetu.
Tega leta sta zgradila letalo Wright Flyer - kasneje Flyer I (Letalec I, danes znan tudi kot Kitty Hawk), izrezljala propelerje, delavec v kolesarski delavnici v Daytonu pa je zanj izdelal motor, ki je bil veliko boljši od tovarniško izdelanih, saj je imel dovolj majhno razmerje teže in moči za uporabo v letalu. Letalo je stalo manj kot 1000 dolarjev. Razpon kril je bil 12 m, tehtal je 340 kg, motor pa je imel 9 kW moči pri teži 77 kg. Za prenos moči je uporabljal verigo kolesa.

## Poleti
17. decembra 1903 sta se vsak po dvakrat dvignila v zrak. Prvi je poletel Orville in v 12 sekundah preletel 37 m. Ta polet je prikazan na sliki. V četrtem poletu, ki je bil tega dne edini nadzorovan, je Wilbur preletel 260 m v 59 sekundah. Poletom je prisostvovalo 5 prič.
Nato sta uredila letališče v bližini Daytona in tam leta 1904 nadaljevala delo. Zgradila sta letalo Flyer II in zaradi prešibkega vetra na tem kraju uporabila katapultni sistem. Do konca leta sta opravila 105 poletov, od katerih so nekateri trajali tudi po 5 minut. Leta 1905 sta zgradila Flyerja III.
Ko je leta 1904 na letališče prišla skupina novinarjev, sta brata ravno imela tehnične težave z letalom. Ker ju novinarji niso mogli videti v zraku, se je pojavil dvom, če so njuni dosežki res pristni. Slavo sta dosegla šele v letih 1908 in 1909, ko sta z letalom odšla na turnejo po Evropi. Letalo sta prikazala tudi ameriški vojski, ki se je leta 1909 odločila za nakup. Dvosedežno letalo je zmoglo leteti celo uro s povprečno hitrostjo 64 km/h. Zgradila sta tovarni v Daytonu in v Nemčiji. Obletela sta Kip svobode v New Yorku.
Prvi polet s potnikom je bil opravljen 14. maja 1908. Tega leta je poletela tudi prva ženska.
7. novembra 1910 je bil z njunim letalom opravljen prvi komercialni prevoz tovora. Pri tem je letalo prehitelo ekspresni vlak.
Brata sta bila udeležena v nekaterih patentnih sporih, vendar sta leta 1914 zmagala. Wilbur je leta 1912 umrl za tifusom, Orville pa si od izgube nikdar ni zares opomogel. Leta 1915 je prodal svoj delež v letalski družbi in med pritrjevanjem domačega zvonca zaradi srčnega napada umrl 33 let zatem. Nobeden od bratov se ni nikoli poročil.

## Galerija
- Spominski kovanec v počastitev prvega poleta
- Prvi polet, 17. december 1903
- Takratni časopisni članek o uspehu brata Wright

## Filma
Filma sta v zapisu .ogg.
- Posnetek z letala, ki ga pilotira Wilbur Wright, Italija 1
- Prvi poleti, film iz leta 1905

## Referencie
1. ↑  »Wilbur Wright Working in the Bicycle Shop«. World Digital Library. 1897. Pridobljeno 22. julija 2013.
2. ↑  »Telegram from Orville Wright in Kitty Hawk, North Carolina, to His Father Announcing Four Successful Flights, 1903 December 17«. World Digital Library. 17. december 1903. Pridobljeno 22. julija 2013.